# 米奇·寇克蘭
高登·史丹利·「米奇」·寇克蘭（英語：Gordon Stanley "Mickey" Cochrane, 1903年4月6日—1962年6月28日），為美國職棒大聯盟的捕手及總教練，大聯盟生涯共效力過運動家和老虎隊。他被認為是大聯盟名人堂選手內最傑出的捕手。
1937年，寇克蘭因為一顆觸身球擊中頭部，差點使他喪命，最後提前結束棒球生涯。1962年因癌症逝世，1999年，The Sporting News將它評選為百大傑出棒球員第65名。

## 職業生涯

### 費城運動家
1924年，寇克蘭加入運動家隊的小聯盟。隔年，年僅22歲的寇克蘭登上大聯盟。總教練Connie Mack甚至直接將他取代原捕手Cy Perkins的位置。該年球季，他的打擊率3成31，上壘率3成97，運動家戰績以美聯第二坐收。
1928年，他拿下美聯的MVP。該年他打擊率2成93，10轟58分打點。1929年到1931年，運動家隊拿下美聯3連霸，並在1929與1930年拿下世界大賽冠軍。不過在1931年世界大賽，紅雀隊的派柏·馬丁總共出現8次盜壘成功，最後運動家輸掉世界大賽，使得當時身為捕手的寇克蘭多少也受到球迷的一些詬病與指責。

### 底特律老虎
1934年，總教練Connie Mack決定重建運動家隊。冠軍班底的Max Bishop、Rube Walberg和雷夫提·葛洛夫都被交易至紅襪，而寇克蘭也逃不過轉隊的命運，他被交易至老虎隊。當時老虎隊是一支沒太多競爭力的球隊，他們自從1923年後戰績就沒有超過第3名。寇克蘭在加入球隊後也同時成為老虎隊的總教練。
這支球隊有了寇克蘭的加入後，1934年就拿下睽違25年的美聯冠軍。寇克蘭也在該年拿下生涯第2次的美聯MVP，不過球隊最後在世界大賽不敵紅雀隊。寇克蘭也是一名很會調度球員的總教練，他優異的領導能力使得老虎隊在1935年再拿下美聯冠軍。老虎隊在世界大賽也以4比2擊敗小熊隊，拿下隊史首座世界大賽冠軍，很多人都非常看好寇克蘭的未來。不過在1936年，寇克蘭罹患了神經失調，使得他表現下滑。
1937年5月25日，寇克蘭在面對洋基隊的比賽時被投手Bump Hadley的觸身球擊中頭部。這顆觸身球幾乎使他喪命，他住院7天才康復。儘管當時大聯盟已經研發出打者專用的打擊頭盔，不過當時大聯盟並沒有任何球員使用打擊頭盔。在醫生告知無法再繼續打棒球的情況下，寇克蘭宣布退休。
退休後，寇克蘭仍繼續於老虎隊執教，不過似乎是退休的決定使他喪失了對棒球的熱情，他的調度不再像以前一樣靈活，球隊戰績也再度走下坡。1938年季中，他的總教練一職遭到撤換。總計他執教生涯348勝250敗。而他生涯3成20的打擊率也是捕手史上最高。

## 晚年
退休後，寇克蘭還是有在二戰時加入美軍服役。1947年，他成為繼Buck Ewing和羅傑·布瑞斯納罕後，第三位入選名人堂的捕手。運動家隊並沒有將他的2號球衣正式退休，而是將他入選費城棒球名人牆。老虎隊也沒有將他的3號球衣正式退休，而是將他的名字紀念下來。
1962年，寇克蘭因淋巴癌於森林湖去世，享年59歲。1999年，The Sporting News將他評選為百大傑出棒球員第65名。

## 外部連結
- 球員資訊和成績在MLB，ESPN，Baseball-Reference，Fangraphs（英文）
- 台灣棒球維基館：米奇•寇克蘭 （页面存档备份，存于）（繁體中文）